# 17995 Jolinefan
17995 Jolinefan è un asteroide della fascia principale. Scoperto nel 1999, presenta un'orbita caratterizzata da un semiasse maggiore pari a 2,2836030 UA e da un'eccentricità di 0,0616109, inclinata di 6,39577° rispetto all'eclittica.